# Gilbertův syndrom
Gilbertův syndrom, zkráceně GS, někdy též Meulengrachtův nebo Gilbert-Meulengrachtův syndrom, je dědičná vzácná porucha metabolismu žlučového barviva bilirubinu v krvi. Toto onemocnění se neléčí, nezkracuje délku ani nesnižuje kvalitu života. Onemocnění bývá nejčastěji diagnostikováno mezi 15.–30. rokem života. Syndrom se projevuje především zežloutnutím kůže a očního bělma v důsledku ukládání přebytečného bilirubinu do tkání.

## Historie
Gilbertův syndrom byl popsán roku 1901 Francouzem Augustin Nicolas Gilbertem a jeho spolupracovníky v Paříži. V německé literatuře je objev GS spojován se jménem Jens Einar Meulengrachta.

## Patogeneze
GS je způsoben sníženou aktivitou (20–30% aktivita oproti normálu) enzymu UDP-glucuronosyltransferasa, který je kódovaný genem UGT 1A1. V důsledku toho je v krevní plazmě přebytek nekonjugovaného bilirubinu (nerozpustný ve vodě), který je pomaleji konjugován s kyselinou glukuronovou než u zdravých jedinců. Konjugovaný bilirubin je rozpustný ve vodě, a tudíž může být vyloučen žlučí z těla.

## Projevy
Mírná žloutenka, jejíž projevy mohou zesílit po prodělané infekci, půstu, požitím většího množství alkoholu a větší fyzické nebo psychické zátěži. Projevy GS se mohou zesílit při detoxikaci určitých drog, které jsou metabolizovány také UDP-glucuronosyltransferasou. Nemocní mohou také pociťovat únavu, slabost a tlak pod pravým žeberním obloukem.
Podle nových výzkumů  může zvýšená hladina bilirubinu v krvi napomáhat v prevenci proti ateroskleróze. Interpretace výsledků studie je založená na tom, že bilirubin působí jako antioxidant. Zmiňuje se i o možném využití bilirubinu v terapeutické praxi.
Protože si někteří pacienti s Gilbertovým syndromem stěžovali na vážnější příznaky, jako dlouhotrvající únava, problém s udržením soustředění, ztráta chuti k jídlu, bolesti v břišní oblasti, hubnutí, svědění pokožky (bez viditelných změn na kůži) a jiné, bylo provedeno několik studií, které nepotvrdily jednoznačnou souvislost těchto symptomů se zvýšenou hladinou nekonjugovaného bilirubinu u dospělých. Opakovaně se diskutuje o tom, jestli by měl být Gilbertův syndrom klasifikován jako nemoc. Onemocnění je spojováno s vyšší pravděpodobností vzniku žlučníkových kamenů.

## Diagnóza
V krevní plazmě pacientů s GS je větší koncentrace nekonjugovaného bilirubinu, přičemž hladina konjugovaného může být zvýšena jen mírně a do 20% z celkového bilirubinu. Referenční hodnota celkového bilirubinu je 2–21 μmol/l. Pacienti s GS dosahují hodnot cca 21–100 μmol/l.

## Léčba
Gilbertův syndrom nelze vyléčit, mnohdy to ani není nutné vzhledem k asymptomatickému průběhu. V terapii případných projevů se používá celá řada látek s různou účinností:
- Zinek – sulfát, glukonát, metylkrylát, acetát
- fosforečnan vápenatý
- Kofein
- Vitamin C
- Zelený čaj – zvyšuje aktivitu bilirubin-UDP-glukuronyltransferázy[2]
- výtažek z ostropestřece mariánského: silibinin (komerčně Flavobion, Silymarin AL, Lagosa, Essentiale)

## Dědičnost
Gilbertův syndrom je zřejmě autozomálně recesivní odchylkou, která se objevuje u 3–15 % indoevropské populace (v ČR 5 % populace). Genotypová frekvence onemocnění je u obou pohlaví stejná, avšak u mužů a žen se GS projevuje v poměru 4:1. To je způsobeno zřejmě vlivem mužských pohlavních hormonů (testosteronu) na snížení aktivity enzymu UDP-glucuronosyltransferasy. Kvůli genetické podstatě onemocnění se objevuje familiární výskyt GS. Z genetického hlediska je onemocnění způsobeno inzercí skupiny nukleotidů TA do promotorové oblasti UGT 1A1 genu, který je umístěn na druhém chromozomu v oblasti 2q37 (má 5 exonů, dlouhý 218 kb). Normální alela obsahuje 6 TA sekvencí, avšak u mutované alely se po inzerci zvýší počet TA sekvencí na 7. Gilbertův syndrom tudíž lze také diagnostikovat metodou PCR.